# Funkcja symetryczna
Funkcja symetryczna – termin matematyczny oznaczający dwa różne pojęcia:
- Funkcją symetryczną {\displaystyle n} zmiennych nazywa się taką funkcję, która dla dowolnego {\displaystyle n}-elementowego ciągu argumentów daje tę samą wartość, co dla dowolnej permutacji tego ciągu argumentów[1]. Choć definicja ta obowiązuje dla funkcji, których {\displaystyle n} argumentów należy do tego samego zbioru, to zwykle dotyczy funkcji wielomianowych, które nazywane są wówczas wielomianami symetrycznymi. Teoria niewielomianowych funkcji symetrycznych {\displaystyle n} zmiennych jest bardzo słabo rozwinięta, tak więc pojęcie to jest rzadko używane w sensie ogólnym i pojawia się właściwie wyłącznie w definicji.

- W algebrze, a szczególnie w kombinatoryce algebraicznej, terminu „funkcja symetryczna” używa się często w odniesieniu do elementów pierścienia funkcji symetrycznych, gdzie pierścień ten jest swoistą granicą wielomianów symetrycznych {\displaystyle n} zmiennych przy {\displaystyle n} dążącym do nieskończoności. Ma on zastosowanie jako uniwersalna struktura, w której relacje między wielomianami symetrycznymi dają się wyrazić w sposób niezależny od liczby zmiennych (jego elementy nie są jednak ani wielomianami, ani funkcjami). Pierścień ten odgrywa m.in. ważną rolę w teorii reprezentacji grup symetrycznych.

Więcej informacji o tych znaczeniach można znaleźć w artykułach o wielomianach symetrycznych i pierścieniach funkcji symetrycznych; pozostała część tego artykułu dotyczy ogólnych własności funkcji symetrycznych {\displaystyle n} zmiennych.

## Symetryzacja
Daną funkcję {\displaystyle n} zmiennych o wartościach w grupie abelowej, dalej oznaczaną symbolem {\displaystyle f,} można przekształcić w funkcję symetryczną sumując ją względem wszystkich permutacji jej argumentów. Podobnie można przekształcić ją w funkcję antysymetryczną sumując względem permutacji parzystych, a następnie odejmując sumę permutacji nieparzystych. Operacje te są oczywiście nieodwracalne i mogą dać w wyniku dla nietrywialnych funkcji {\displaystyle f} funkcję tożsamościowo równą zeru. Jedynym ogólnym przypadkiem, w którym można odzyskać {\displaystyle f} jest, gdy tak jej symetryzacja jak i antysymetryzacja są znane przy {\displaystyle n=2,} a grupa abelowa umożliwia dzielenie przez {\displaystyle 2} (odwrotność podwojenia); wówczas {\displaystyle f} jest równa połowie sumy jej symetryzacji i antysymetryzacji (por. rozkład funkcji na część parzystą i nieparzystą).